# Dénezé-sous-le-Lude
Dénezé-sous-le-Lude település Franciaországban, Maine-et-Loire megyében. Lakosainak száma 300 fő (2018. január 1.). Dénezé-sous-le-Lude Auverse, Chalonnes-sous-le-Lude, Chigné, Meigné-le-Vicomte és Noyant községekkel határos.

## Népesség
A település népességének változása:
| Lakosok száma | 372  | 326  | 268  | 244  | 262  | 308  | 306  | 303  | 302  | 300  |
|               | 1968 | 1975 | 1982 | 1990 | 1999 | 2011 | 2013 | 2015 | 2017 | 2018 |